# 吉普里-梅萨克
吉普里-梅萨克（法語：Guipry-Messac，法語發音：[ɡipʁi mesak]）是法国伊勒-维莱讷省的一个市镇，位于该省西南部，属于勒东区。

## 历史
吉普里-梅萨克成立于2016年1月1日，由吉普里（Guipry）和梅萨克（Messac）两个市镇合并而成，其中吉普里为政府驻地。

## 地理
吉普里-梅萨克（47°49'32.2"N, 1°50'29.0"W）面积91.99 平方千米，位于法国布列塔尼大區伊勒-维莱讷省，该省份为法国西北部沿海省份，位于布列塔尼半岛东部，北濒大西洋，西接阿摩尔滨海省和莫尔比昂省，南至大西洋卢瓦尔省，西南端接曼恩-卢瓦尔省，东临马耶讷省，东北与芒什省接壤。
与吉普里-梅萨克接壤的市镇（或旧市镇、城区）包括：吉尼昂、洛埃阿克、圣马洛德菲利、普莱沙泰勒、布列塔尼地区班、拉诺埃布朗什、维莱讷河畔圣安娜、朗贡、圣冈通、略龙、皮普里亚克、梅萨克。
吉普里-梅萨克的时区为UTC+01:00、UTC+02:00（夏令时）。

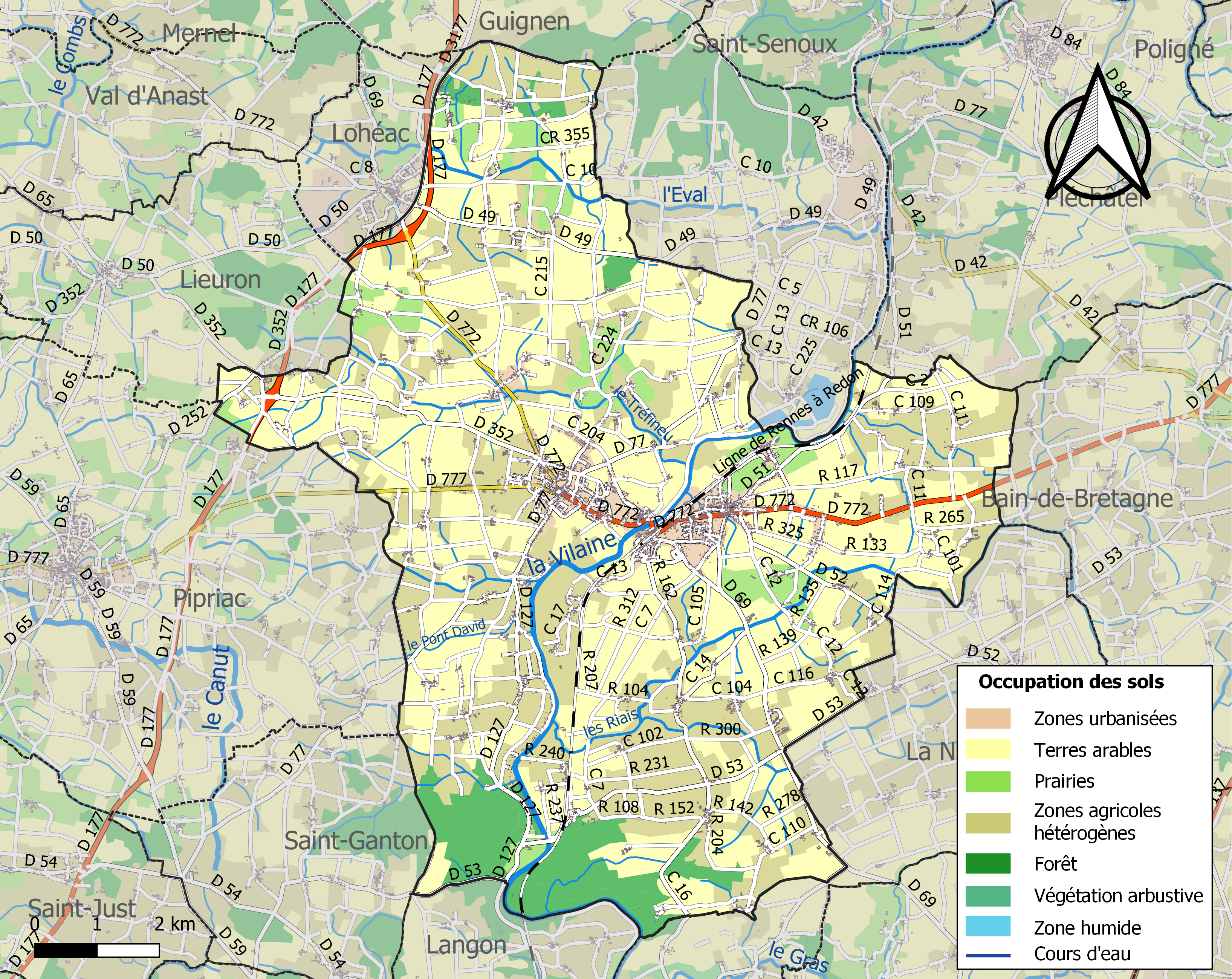
吉普里-梅萨克的OSM定位图

## 行政
吉普里-梅萨克的邮政编码为35480，INSEE市镇编码为35176。

## 政治
吉普里-梅萨克所属的省级选区为勒东县。

## 人口
吉普里-梅萨克于2022年1月1日时的人口数量为7243人。